# Catherine Rouvel
Catherine Rouvel (rozena Catherine Vitale; 31. srpna 1939 Marseille) je francouzská herečka. Její kariéra začala roku 1959 a pokračovala až do roku 2004. Její nejznámější role jsou ve snímcích Borsalino (film), Snídaně v trávě a Highway Pickup. Dále hrála převážně v televizních pořadech, jako například Cursed Kings, La Clef des champs a Le Tourbillon des jours.